# カリ・ウォールグレン
カリ・ウォールグレン （Kari Wahlgren, 1977年7月13日 -） は、アメリカ合衆国の女性声優。カンザス州バートン郡ホイジントン出身。英語ではしばしばCarrie（キャリー）のように間違って発音される。

## 概要
カンザス大学で演劇を学び、スーザン・ブルーのボイスワークショップで声の技術を学ぶ。
大学在学中からカンザス州にてラジオやCMのナレーションを中心に活動。後にロサンゼルスに移住。『フリクリ』のハルハラ・ハル子役がアニメにおけるデビュー作。『バフィー ザ バンパイア スレイヤー カオス ブリーズ』のウィロー・ローゼンバーグ役がゲームにおけるデビュー作。プロデビュー前の11歳の時にラジオドラマに出演した経験がある。
思い入れがある役としてアニメデビュー作でもあり、アフレコの技術を学んだ役であるハルハラ・ハル子（『フリクリ』）とタイガー（『カンフー・パンダ ザ・シリーズ』）を挙げている。
アメリカテレビラジオ芸能人連盟、映画俳優組合、俳優組合、アメリカン・ギルド・オブ・バラエティ・アーティスト 会員。
別名にカイ・ジェンセン（Kay Jensen）、ジェニファー・ジーン（Jennifer Jean）、リーン・アレン（Lean Allen）、ジャン・アーヴィング（Jan Irving）、ルネ・エマーソン（Renee Emerson）などがある。

## 出演作品

### テレビアニメ
2003年
- 藍より青し（水無月ちか）※カイ・ジェンセン名義
- Witch Hunter ROBIN（瀬名ロビン）
- サイボーグ009 THE CYBORG SOLDIER（アフロ）
- ちっちゃな雪使いシュガー（シナモン）
- ちょびっツ（琴子）※カイ・ジェンセン名義
- 爆闘宣言ダイガンダー
- ヒートガイジェイ（キョウコ・ミルシャン、姫） ※カイ・ジェンセン名義
- フィギュア17 つばさ&ヒカル（椎名つばさ）※カイ・ジェンセン名義
- 魔法遣いに大切なこと（菊池ユメ）※カイ・ジェンセン名義
- LAST EXILE（ラヴィ・ヘッド）
- 陸上防衛隊まおちゃん（築島みそら）

2004年
- 藍より青し 〜縁〜（水無月ちか） ※カイ・ジェンセン名義
- 宇宙のステルヴィア（アリサ・グレンノース）
- WOLF'S RAIN（シェール・ドゥグレ）
- おとぎストーリー 天使のしっぽ（サルのモモ）※ジャン・アーヴィング名義
- おねがい☆ツインズ（宮藤深衣奈）※カイ・ジェンセン名義
- GAD GUARD（篠塚アラシ）※ジェニファー・ジーン名義
- ガングレイヴ（浅葱ミカ）※カイ・ジェンセン名義
- 攻殻機動隊 STAND ALONE COMPLEX（サオリ）
- 真月譚 月姫（琥珀）※リーン・アレン名義
- スーパー・ロボット・モンキー・チーム・ハイパーフォース GO!（ノヴァ、コンピューターの声）
- 天地無用! GXP（柾木アイリ、柾木砂沙美樹雷、山田良子、九羅密美兎跳、火煉、柾木水穂、雨音の母、マシス・マキビ）※ルネ・エマーソン名義
- 魔装機神サイバスター（安藤サユリ）※カイ・ジェンセン名義
- ママレード・ボーイ（北原杏樹）※カイ・ジェンセン名義
- RAVE（レミ・シャープナー）

2005年
- IGPX（サトミ・サトミ、ルカ）※ジェニファー・ジーン名義
- アメリカン・ドラゴン（セントー）
- 絢爛舞踏祭 ザ・マーズ・デイブレイク（ロゼッタ）
- 金色のガッシュベル!!
- サムライチャンプルー（フウ）
- スクラップド・プリンセス（パシフィカ・カスール）
- NARUTO -ナルト-（うちはミコト、タユヤ、君麻呂（少年時代）、犬塚ハナ）

2006年
- アメリカン・ドラゴン（シルバー）
- 交響詩篇エウレカセブン（アネモネ）
- ベン10（チャームキャスター、グゥエンが変身したグレイマター、子供）
- リージョン・オブ・スーパーヒーローズ（サターン・ガール）

2007年
- キム・ポッシブル（エレクトロニック）
- 涼宮ハルヒの憂鬱（鶴屋さん、キョンの妹、財前舞）
- デジモンセイバーズ（リリーナ・ノルシュタイン）
- ビリー&マンディ（ハリエル、子供3、ヴェルマ・グリーン/スパイダークイーン）
- フィニアスとファーブ（スージー・ジョンソン）
- BLOOD+（音無小夜、ディーヴァ、エリザベータ、老婆）

2008年
- ウルヴァリン・アンド・ジ・X-メン（エマ・フロスト、マグマ）
- コードギアス 反逆のルルーシュ
- らき☆すた（柊かがみ）
- リル・ブッシュ（リル・コンディ（2代目）、リル・ヒラリー）

2009年
- コードギアス 反逆のルルーシュR2（ギネヴィア・ス・ブリタニア、日向いちじく）
- スティッチ!（マサ、川崎先生）
- ベン10:エイリアンフォース（チャームキャスター）

2010年
- アベンジャーズ 地球最強のヒーロー（エンチャントレス）
- 涼宮ハルヒの憂鬱（2009年版）（鶴屋さん、キョンの妹）
- ベン10:アルティメットエイリアン（チャームキャスター）

2011年
- カンフー・パンダ・ザ・シリーズ（タイガー）
- デュラララ!!（セルティ・ストゥルルソン）

2012年
- Kaijudo - Rise of the Duel Masters（アリー・アンダーヒル）
- ミュータント・タートルズ（ジョアン・グロディ）
- ベン10:オムニバース（チャームキャスター）

2013年
- TIGER & BUNNY（カリーナ・ライル / ブルーローズ）
- Fate/Zero（セイバー）

2014年
- Breadwinners（ケッタ）

2015年
- 悪魔バスター★スター・バタフライ（少女、グランドピアノ女 他）
- デュラララ!!×2 承（セルティ・ストゥルルソン）
- ドラえもん（2005年版）（ピゴモン）
- 長門有希ちゃんの消失（鶴屋さん）
- Fate/stay night [Unlimited Blade Works]（セイバー）

2017年
- ダックテイルズ（ロクサーヌ、他）

2018年
- マーベル スパイダーマン（レディ・オクトパス、学生1）

2020年
- 新 ルーニー・テューンズ（アナウンサー）

2024年
- ホワット・イフ...?（メリーナ・ヴォストコフ、カリーナ）

2025年
- スパイダーマン:フレンドリー・ネイバーフッド（メイ・パーカー）

### 劇場アニメ
2003年
- カードキャプターさくら 封印されたカード（木之本桜）
- WXIII 機動警察パトレイバー（岬冴子）

2004年
- 機動戦士ガンダムF91（アンナマリー・ブルージュ）※ジェニファー・ジーン名義

2005年
- スチームボーイ（スカーレット・オハラ・セントジョーンズ）
- ママレード・ボーイ（ガストマンアルファ）

2007年
- 劇場版 NARUTO -ナルト- 大活劇!雪姫忍法帖だってばよ!!（富士風雪絵）

2008年
- 劇場版 NARUTO -ナルト- 大激突!幻の地底遺跡だってばよ（フガイ）
- 劇場版 NARUTO -ナルト- 大興奮!みかづき島のアニマル騒動だってばよ（ツキヒカル）
- バイオハザード:ディジェネレーション
- ボルト（ミンディ）

2010年
- 涼宮ハルヒの消失（鶴屋さん、キョンの妹）
- 塔の上のラプンツェル

2013年
- 劇場版 TIGER & BUNNY -The Beginning-（カリーナ・ライル / ブルーローズ）

2014年
- 劇場版 TIGER & BUNNY -The Rising-（カリーナ・ライル / ブルーローズ）
- ティンカー・ベルと流れ星の伝説（ロビン）

2015年
- 思い出のマーニー
- UFO学園の秘密 The Laws of The Universe Part0（アンナ、水瀬アンナ）

2017年
- ザ・スター はじめてのクリスマス
- ノーム・アローン
- バイオハザード: ヴェンデッタ（ナディア）

2018年
- 劇場版 Fate／stay night [Heaven's Feel]I.presage flower（セイバー）
- モンスター・ホテル クルーズ船の恋は危険がいっぱい?!

2019年
- アナと雪の女王2

2020年
- 2分の1の魔法
- トロールズ ミュージック★パワー

2021年
- えんとつ町のプペル（ドロシー）

### OVA
2002年
- フリクリ（ハルハラ・ハル子）

2003年
- ゲートキーパーズ21（真鶴美羽）※カイ・ジェンセン名義

2004年
- 戦闘妖精雪風（エディス・フォス）
- ちびっツ（琴子）
- ブラック・ジャック（ニュースキャスター）

2005年
- 天地無用! 魎皇鬼（神木ノイケ樹雷、柾木アイリ、柾木美砂樹樹雷、九羅密美兎跳、柾木水穂）

2006年
- 天地無用! 魎皇鬼 第三期プラス1（神木ノイケ樹雷、柾木アイリ、九羅密美兎跳、柾木水穂）
- ロボテック シャドー・クロニクル（エリアル/アリエル）

2007年
- 戦闘妖精少女 たすけて! メイヴちゃん（ファーンII）

2008年
- HELLSING（リップヴァーン・ウィンクル）
- リトル・マーメイドIII はじまりの物語（アッティナ）

2009年
- ウルヴァリンVSハルク（アモーラ）

2014年
- アベンジャーズ コンフィデンシャル: ブラック・ウィドウ & パニッシャー（マリア・ヒル）

### 短編アニメ
2012年
- 紙ひこうき（メグ）

### Webアニメ
2011年
- 涼宮ハルヒちゃんの憂鬱（鶴屋さん、キョンの妹）
- にょろーん ちゅるやさん（ちゅるやさん）

2016年
- ヴォルトロン（ - 2018年、シミュレーター、ルカ、他）

2017年
- ニコ ～光の剣を持つ戦士～（英語版）（リラ）

### ゲーム
2003年
- ゼノサーガ エピソードI［力への意志］（フェブロニア、ペレグリー）
- FATAL FRAME II CRIMSON BUTTERFLY（天倉澪）
- バフィー ザ バンパイア スレイヤー カオス ブリーズ（ウィロー・ローゼンバーグ）

2004年
- シャドウハーツII（カレン・ケーニッヒ）※ジェニファー・ジーン名義
- スターオーシャン Till the End of Time（ミラージュ・コースト）
- バイオハザード アウトブレイク FILE2
- ファントム・ブレイブ（カスティル）
- Project ZERO II CRIMSON BUTTERFLY（天倉澪）
- FATAL FRAME II CRIMSON BUTTERFLY DIRECTOR'S CUT（北米版II DIRECTOR'S CUT）/페이털 프레임 2 붉은나비 감독판（天倉澪）
- ルパン三世 魔術王の遺産（テレーゼ・ファウスト）※カイ・ジェンセン名義

2005年
- ATV Offroad Fury 4（モーションアクター）
- スター・ウォーズ エピソード3/シスの復讐（セラ・ケト）
- ゼノサーガ エピソードII［善悪の彼岸］（フェブロニア、ペレグリー）
- 007 ロシアより愛をこめて（タチアナ・ロマノヴァ）
- ソウルキャリバーIII（雪華）
- デス バイ ディグリーズ（ラナ・レイ）
- 鉄拳5
- デビルメイクライ3（レディ）
- ドラッグオンドラグーン（フリアエ）
- Project ZERO II CRIMSON BUTTERFLY DIRECTOR'S CUT（天倉澪）

2006年
- グランディアIII（ヘクト）
- サムライチャンプルー HIPHOPサムライアクション（フウ）
- ジャスティス・リーグ・ヒーローズ（ザターナ）
- ゼノサーガ エピソードIII［ツァラトゥストラはかく語りき］（フェブロニア、ペレグリー）
- ダージュ オブ ケルベロス ファイナルファンタジーVII（シャルア・ルーイ）
- テイルズ オブ シンフォニア（リフィル・セイジ）
- テイルズ オブ レジェンディア（メラニィ）
- DEAD OR ALIVE XTREME 2（かすみ/ニキ）
- .hack//G.U.（楓、シノ）
- ファイナルファンタジーXII（アーシェ・バナルガン・ダルマスカ）
- メタルギアソリッド ポータブル・オプス（テリコ・フリードマン）
- 龍が如く

2007年
- アーマード・コア4（フィオナ・イェルネフェルト）
- アルトネリコ 世界の終わりで詩い続ける少女（オリカ・ネストミール）
- JEANNE D'ARC（ジャンヌ・ダルク）
- スパイダーマン3（メリージェーン・ワトソン）
- トランスフォーマー THE GAME
- ファイナルファンタジータクティクス 獅子戦争（オヴェリア・アトカーシャ）
- PROJECT SYLPHEED（エレン・ベルシュタイン）
- ローグギャラクシー（ルルカ・ライザ）

2008年
- スター・ウォーズ ザ・フォース・アンリーシュド（アイラ・セキュラ）
- ソウルキャリバーIV（雪華）
- デビルメイクライ4（レディ）
- NINJA GAIDEN 2（ソニア）
- NO MORE HEROES（ジーン）
- メタルギアソリッド4（敵兵）

2009年
- バイオハザード ダークサイド・クロニクルズ
- ベン10:エイリアンフォース Vilgax Attacks（チャームキャスター）

2010年
- DEAD OR ALIVE Paradise（かすみ/ニキ）
- トランスフォーマー：ウォー・オブ・サイバトロン（アーシー）
- VANQUISH（エレナ・イヴァノワ）
- ファイナルファンタジーIV
- ファイナルファンタジーXIII（コクーン住民）

2011年
- カンフー・パンダ2（タイガー）
- スカイランダース スパイロズ・アドベンチャー
- DEAD OR ALIVE Dimensions（かすみ/カスミα/菖蒲）
- MARVEL VS. CAPCOM 3 Fate of Two Worlds（ジル・バレンタイン）
- The Elder Scrolls V: Skyrim (Thieves Guild の Vex)

2012年
- The Amazing Spider-Man（グウェン・ステイシー）

2016年
- ファイナルファンタジーXV（アラネア）

### 吹き替え
2003年
- 陰陽師（青音（小泉今日子））※カイ・ジェンセン名義

### 実写映画
2003年
- ネバーランド（ティンカー・ベル）

2005年
- Just Friends（ループグループ）

2006年
- ファイナル・デッドファイナル・デッド（ループグループ）

2009年
- オージー&テッド・グレイト・アドベンチャー（クリケットの声）
- 屋根裏のエイリアン（レイザーの声）
- ラスト・ハウス・オン・ザ・レフト 鮮血の美学（ADRループグループ）

2018年
- Ride（GPSの声）

### テレビドラマ
出演年不明
- ギルモア・ガールズ（ループグループ）

2008年
- アントラージュ★オレたちのハリウッド（ADRループグループ）

2010年
- ウェイバリー通りのウィザードたち（ヘレン）

### CM
- ウォルマートラジオCM（ナレーション）
- ハリス銀行ラジオCM（ナレーション）
- マクドナルドテレビ・ラジオCM（ナレーション）

### 舞台
不明
- ロミオとジュリエット（ジュリエット）

1998年
- 真面目が肝心（グウェンドレン）※カンザス大学

1999年
- カンザスシティ・シェイクスピア・フェスティバル
  - 空騒ぎ（マーガレット）
  - マクベス（魔女）

2000年
- アンティゴネ（アンティゴネ）※ナイツブリッジ劇場
- カンザスシティ・シェイクスピア・フェスティバル
  - お気に召すまま（シーリア）
  - リア王（コーディリア）
- バーバラ少佐（ジェニー）※ミズーリレパートリー劇場
- Remember Me（トリ・クラーク）

2005年
- Hollywood! Hollywood!（タルト）

2007年
- セールスマンの死（ミス・フォーサイス）オデッセイ劇場

### その他
2007年
- Robotech: Birth of a Sequel（本人出演）

2008年
- アドベンチャーズ・イン・ボイス・アクティング（本人出演）